# Asszám
Asszám (অসম) egy  északkelet-indiai állam, melynek fővárosa Dispur.

## Történelem
Asszámban 1228 óta az Ahom-dinasztia uralkodik. 1826-ban a britek elfoglalták az államot, és India részévé nyilvánították.
1947. július 6-án egy népszavazást tartottak. Ennek következtében a tartomány egy része Szilhet (Sylhet) környéke Kelet-Pakisztán (jelenleg Banglades) része lett. 
1979 óta a Kínai támogatású United Liberation Front of Asom (ULFA) gerillatámadásokat hajt végre a független Asszámért, hogy majd utána Kínához csatolhassák a területet. India határozottan fellép ez ellen.

## Időzóna
2014-ben Asszám vezetése fontolóra vette az Indiában általánosan használt egyetlen időzónától való eltérést, gazdasági okokból. Az átállásról még nincs döntés.